# Ocrisiona koahi
Ocrisiona koahi là một loài nhện trong họ Salticidae.
Loài này thuộc chi Ocrisiona. Ocrisiona koahi được Marek Żabka miêu tả năm 1990.